# Aranyosapáti
Aranyosapáti község Szabolcs-Szatmár-Bereg vármegyében, a Vásárosnaményi járásban.

## Fekvése
A vármegye északkeleti részén fekszik, a Tisza bal partján, Vásárosnaménytól 12 kilométerre északra.
A szomszédos települések: észak felől Újkenéz, északkelet felől Tiszaadony, délkelet felől Tiszavid, dél felől Gyüre, délnyugat felől Lövőpetri, nyugat felől Nyírlövő, északnyugat felől pedig Tornyospálca.

### Megközelítése
Közúton négy irányból érhető el: Kisvárda, illetve Tiszaadony felől [a Tiszán kompon átkelve] a 4109-es úton, Vásárosnamény-Gyüre és Újkenéz felől pedig a 4115-ös úton.
Vonattal a Mátészalka–Záhony-vasútvonalon érhető el, melynek egy megállási pontja van itt; Aranyosapáti megállóhely a 4109-es út vasúti keresztezésétől nem messze délre található, közúti elérését az előbbi útból kiágazó 41 316-os számú mellékút teszi lehetővé.

## Története
Aranyosapáti 1950-ben keletkezett két falu, Kopócsapáti és Révaranyos egyesüléséből. Révaranyos maga is két középkori falu, Aranyos és Bács összeolvadásából jött létre a 17. század végén.
Neve is utal arra, hogy valamikor apátsági birtok volt. Apáti első fennmaradt okleveles említése 1316-ból való, amikor I. Károly a területet akkori uraitól elvette és Kállai Egyed fiainak adományozta.
Bács neve a történeti forrásokban először 1331-ben, Aranyosé 1448-ban bukkan fel. Tulajdonosaik többször változtak, voltak a Várday, az Upory és az Eördögh család birtokában is.
A török hódoltság alatt a lakosság száma erősen lecsökkent. A 18. században orosz lakosok is érkeztek a településre.

## Közélete

### Polgármesterei
- 1990–1994: Pálfi András (független)[3]
- 1994–1998: Pálfi András (független)[4]
- 1998–2002: Pálfi András (független)[5]
- 2002–2006: Varga Péter (független)[6]
- 2006–2010: Kozma Erika (független)[7]
- 2010–2014: Sándorné Kozma Erika (független)[8]
- 2014–2016: Sándorné Kozma Erika (független)[9]
- 2016–2019: Kazsuk Csaba (független)[10]
- 2019–2024: Kazsuk Csaba (Fidesz-KDNP)[11]
- 2024– : Kazsuk Csaba (Fidesz-KDNP)[1]

A településen 2016. április 10-én időközi polgármester-választást tartottak, az előző polgármester lemondása miatt.

## Népesség
Aranyosapáti népessége 2011-ben 1988 fő volt, de 2016 elejére 2054 főre emelkedett. A népességszám növekedésében jelentős szerepet játszottak az ukrán-magyar határ túloldaláról átköltözők.
A település népességének változása:
| Lakosok száma | 2041 | 2040 | 2047 | 2069 | 2005 | 2003 | 2024 |
|               | 2013 | 2014 | 2015 | 2021 | 2022 | 2023 | 2024 |

2001-ben a település lakosságának 87%-a magyar, 13%-a cigány nemzetiségűnek vallotta magát.
A 2011-es népszámlálás során a lakosok 90,2%-a magyarnak, 38,6% cigánynak, 0,3% ukránnak mondta magát (9,5% nem nyilatkozott; a kettős identitások miatt a végösszeg nagyobb lehet 100%-nál). A vallási megoszlás a következő volt: római katolikus 18,6%, református 36%, görögkatolikus 23,4%, felekezeten kívüli 5,9% (13,1% nem válaszolt).
2022-ben a lakosság 92,8%-a vallotta magát magyarnak, 17,5% cigánynak, 0,4% németnek, 0,3% ukránnak, 0,1-0,1% horvátnak, görögnek és örménynek, 0,5% egyéb, nem hazai nemzetiségűnek (7,2% nem nyilatkozott; a kettős identitások miatt a végösszeg nagyobb lehet 100%-nál). Vallásuk szerint 9,6% volt római katolikus, 28,2% református, 17,1% görög katolikus, 3,6% egyéb keresztény, 7,9% felekezeten kívüli (33,5% nem válaszolt).

## Nevezetességei
- Szent Miklós püspök 18. századi görögkatolikus, barokk temploma
- Nagyboldogasszony római katolikus, késő barokk temploma
- Az 1725-ben épült Újhelyi-kastély
- Kultúra Lovagrendje Emlékparkja (az Aranyos Közösségi Alkotóház kertjében, Petőfi Sándor utca 60.)
- Határtalan összefogás kapuja (az Aranyos Közösségi Alkotóház kertjében, Petőfi Sándor utca 60.)
- New York állam korábbi kormányzójának, George Patakinak a nagyapja innen vándorolt ki az Amerikai Egyesült Államokba.